# Ante Skelin
Ante Skelin, hrvatski kantautor rođen na Miljevcima. Objavio je dva albuma "Miljevačka priča" i "Terra Croatica". Najveći nastup ostvario je u Čavoglavama 5. kolovoza 2008.

## Miljevačka priča
- Anđele
- Guvno moje uzorano
- Miljevačka priča
- Na kamenu kamen
- Ne zaboravi
- Sjećanja
- Vratit ću se
- Zagoro moja
- Zapamti sine

## Terra Croatica
- Hrvati
- Oj zagoro još si živa
- Žena iz sna